# Шлессинджер, Лора
Лора Кэтрин Шлессинджер (англ. Laura Catherine Schlessinger, род. 16 января 1947 года) — американская ведущая ток-шоу, социально- консервативный комментатор и автор.

## Общая информация
Её радио-программа состоит в основном из её ответов на вопросы абонентов «в виде консультаций на личные темы» и время от времени исполняется в виде её коротких монологов на социальные и политические темы. Её веб-сайт утверждает, что её шоу «проповедует, учит и нудит о морали, ценностях и этике».
Ранее Шлессинджер комбинировала местную радио-карьеру с частной практикой консультирования по вопросам семьи и брака, но после того, как её взяли в национальные радиопередачи, она сконцентрировала свои усилия на ежедневной Программе доктора Лора и написании книг о самопомощи. Книги Десять глупостей, которые женщины делают, чтобы испортить свою жизнь (англ. Ten Stupid Things Women Do to Mess Up Their Lives) и Надлежащий уход и кормление мужей (англ. The Proper Care and Feeding of Husbands) являются её бестселлерами. Продержавшееся короткое время телевизионное ток-шоу, организованное Шлессинджер, было запущено в 2000 году. В августе 2010 года она объявила, что она положит конец её синдицированному радио-шоу в декабре 2010 года.

## Знаменитое письмо
В 2000 году большую известность получило опубликованное анонимным автором в интернете «Письмо доктору Лоре». Поводом к письму послужило заявление Шлессинджер, что она, как ортодоксальная иудейка, считает гомосексуализм «мерзостью», сославшись при этом на Ветхий Завет.
Её шоу переехало в Sirius XM Radio 3 января 2011 года. Шлессинджер объявила о «многолетней» сделке с выходом на спутниковом радио.